# Rochester (Ohio)
Rochester – wieś w Stanach Zjednoczonych, w stanie Ohio, w hrabstwie Lorain.